# Tertius Zongo
Tertius Zongo (Koudougou, 18 de maio de 1957) foi o Primeiro-ministro de Burkina Faso de Junho de 2007 a Abril de 2011.